# Georg Vetter (Maler)
Georg Vetter (* 4. November 1891 in König im Odenwald; † 21. Oktober 1969 ebenda) war ein deutscher Maler.
Vetter stammte aus ärmlichen Verhältnissen. Die gräfliche Familie Erbach-Schönberg und Königer Bürger unterstützten ihn, damit er die Großherzogliche Fachschule für Elfenbeinschnitzerei und verwandte Berufe in Erbach (Odenwald) besuchen konnte. Nach dem Schulbesuch lebte Vetter als freischaffender Maler in Bad König.
Seine Motive waren vor allem Naturstudien, Tierstudien und Jagdmotive, die er auf Wanderungen durch Odenwald und Spessart fand. Vetters Skizzenbücher und viele Zeichnungen sind im Schloss Erbach sowie im Georg-Vetter-Museum in Bad König ausgestellt.